# John Tylney (2e comte Tylney)
John Tylney, 2e comte Tylney (1712 - 17 septembre 1784) est un aristocrate anglais et député qui a déménagé en Italie après un scandale homosexuel,. 

## Biographie
Il est baptisé le 22 octobre 1712 et est le troisième fils de Richard Child (1er comte Tylney), et de Dorothy, fille de John Glynne de Henley Park, Surrey. La mère est l'héritière Dorothy Tylney, fille de Frederick Tylney de Tylney Hall. En raison de l'héritage, Richard Child et ses fils ont tous adopté le nom de famille de Tylney en 1734. 
John Child fait ses études à la Westminster School en 1721 puis à Christ Church d'Oxford. Aux élections générales de 1734, son père se retire de son siège dans l'Essex en sa faveur, mais il n'est pas élu. En 1750, John Child, devenu John Tylney, devient comte de Tylney et hérite de Wanstead House, où il vit. Aux élections générales de 1761, il est élu comme député de Malmesbury. En février 1764, Tylney est à Florence, et plus tard il s'installe à Naples. 
En 1765, il est une figure assise dans un tableau caricatural de Thomas Patch ,. Patch est un autre Anglais vivant à l'étranger et il a quitté Rome pour Florence après avoir été banni pour un scandale lié à son homosexualité. 
Tylney est décédé le 17 septembre 1784 à Naples et son héritier est son neveu, James Tylney-Long. 

## Galerie

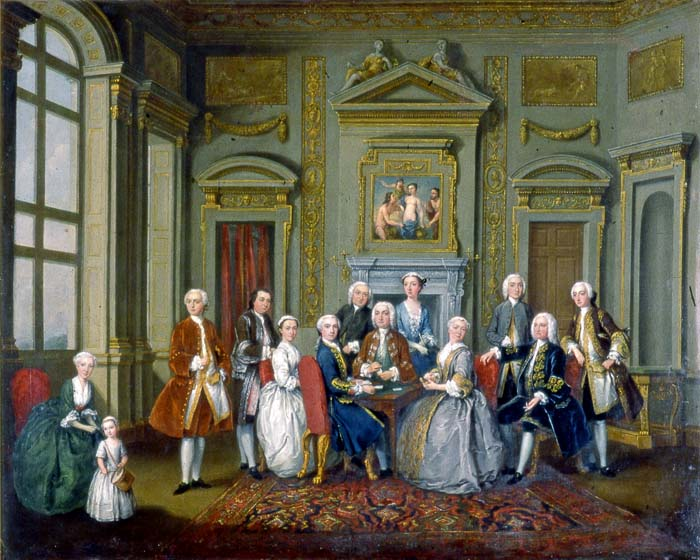
La famille Tylney dans le salon à Wanstead par Old Nollekens, 1740. Le comte est assis à droite, en présence de son fils John, à droite; sa femme est assise à la table en face du 3e fils, le lieutenant Josiah RN, tandis qu'une fille en bleu se tient derrière. À gauche, l'enfant James Long, avec le père Sir Robert Long qui regarde. (Coll. Fairfax House, York, CT198.327)
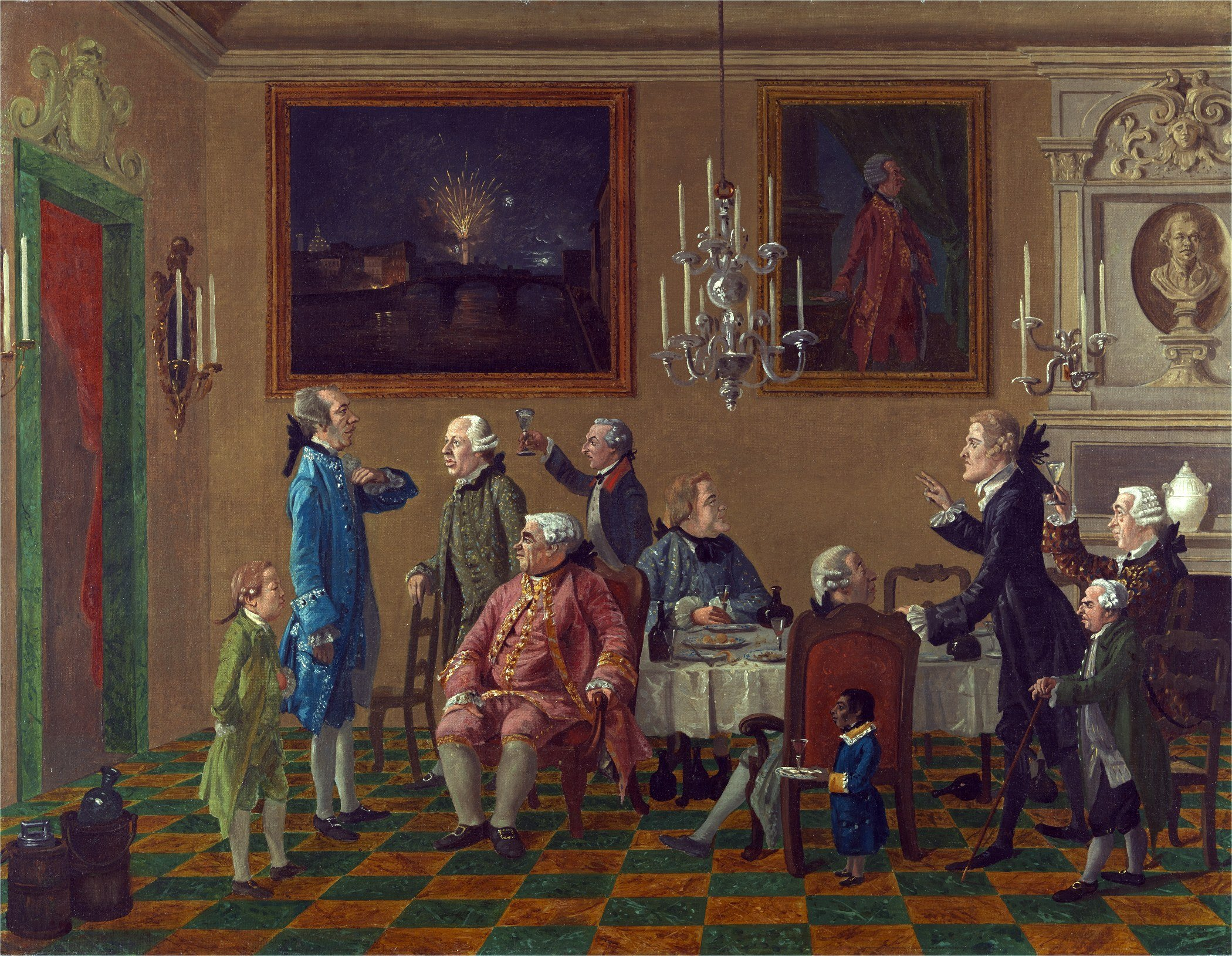
Gentlemen britanniques au domicile de Sir Horace Mann à Florence ( vers 1765), y compris John Tylney, 2nd Earl Tylney, de Thomas Patch ; Centre de Yale pour l'art britannique, collection Paul Mellon